# CYP11C1
Cyp11c1是鱼类的一种编码CYP450单加氧酶的基因，最早发现于模式动物斑马鱼（学名：Danio rerio），负责催化皮质醇和11-酮睾酮（11-KT）的形成，11-KT是斑马鱼的内源性雄激素。